# André-Michel Schub
André-Michel Schub (* 26. Dezember 1952 in Paris) ist ein US-amerikanischer Pianist und Musikpädagoge französischer Herkunft.
Schub kam im Alter von acht Monaten mit seiner Familie in die USA. Den ersten Klavierunterricht hatte er im Alter von vier Jahren bei seiner Mutter, dann war Jascha Zayde sein Lehrer. Er studierte an der Princeton University und war von 1970 bis 1973 Schüler von Rudolf Serkin am Curtis Institute. 1974 gewann er die Naumburg International Piano Competition, 1977 erhielt er den Avery Fisher Recital Award und 1981 den Großen Preis bei der Van Cliburn International Piano Competition.
Seit 1997 ist Schub künstlerischer Leiter des Virginia Arts Festival Chamber Music. Außerdem ist er Mitglied der Chamber Music Society of Lincoln Center und unterrichtet an der Manhattan School of Music. Als Solist trat er mit namhaften Orchestern wie dem Boston Symphony Orchestra, dem Philadelphia Orchestra, dem Chicago Symphony Orchestra, dem Cleveland Orchestra, dem Los Angeles Philharmonic und New York Philharmonic, dem Detroit Symphony Orchestra, den Royal Concertgebouw Orchestra und dem Bournemouth Symphony Orchestra auf. Seine Diskographie umfasst u. a. Alben mit Werken von Wolfgang Amadeus Mozart, Ludwig van Beethoven, Johannes Brahms, Franz Liszt und Igor Strawinsky (mit Cho-Liang Lin).